# Amadlozi Group
Egon Guenther, Goldschmied, Galerist und Kunstsammler, gründete 1961 zusammen mit Cecil Skotnes die Amadlozi Group. Weitere Mitglieder waren Giuseppe Cattaneo, Cecily Sash, Sydney Kumalo, Ezrom Legae und Edoardo Villa. Amadlozi bedeutet „Geist unserer Vorfahren“, und die von der Gruppe geschaffenen Kunstwerke spiegeln einen afrikanischen Einfluss wider. Egon Guenther, der der Ansicht war, dass ein bedeutendes Kunstwerk seine Zeit und sein Umfeld widerspiegeln sollte, spielte eine wichtige Rolle bei der Ermutigung dieser Künstler, afrikanische Inspirationen in ihre Arbeit einfließen zu lassen. Der Anblick seiner bedeutenden Sammlung traditioneller afrikanischer Kunst zu einer Zeit, als diese noch unbekannt war, regte diese Künstler dazu an, darüber nachzudenken, was es bedeutet, Kunst in und über Afrika zu machen, und brachte sie an die Spitze ernsthafter Diskussionen über afrikanische Kunst im südlichen Afrika. Obwohl die Gruppe nur kurz (bis 1964) existierte, war ihr Einfluss auf die südafrikanische Kunst tiefgreifend.

## Name
Amadlozi sind afrikanische Geistwesen des Nguni-Volkes. Die Nguni glauben, dass diese Wesenheiten um Hilfe und Schutz angerufen werden können. Dieser Glaube spielt eine wichtige Rolle bei der Erklärung bestimmter Einstellungen der Nguni zu Themen wie Fruchtbarkeit, Leben, Tod, Glück und Unglück. Man glaubt auch, dass die Amadlozi die Macht haben, ihr Volk zu einem zielgerichteten und integren Leben zu führen. Es wird auch gesagt, dass diese Figuren von höheren spirituellen Wesen beherrscht werden, die als iThonga bekannt sind. iThonga werden als die primären Wächter von umsamo (dem physischen und spirituellen Zentrum der Nguni) angesehen.
Die Nguni glauben, dass es keinen Weg gibt, ein normales Leben zu führen, ohne den Ältesten zu danken, die vor ihnen da waren. Sie drücken ihre Dankbarkeit und ihren Respekt gegenüber diesen spirituellen Persönlichkeiten auf verschiedene Weise aus. Die Amadlozi werden in der Nguni-Kultur seit Generationen als lebensspendende Kräfte hoch geachtet und respektiert.

## Ausstellungen
- Abschiedsausstellungen der Amadlozi Group 1963/1964 in Italien: x, Rom: 11. Dezember 1963 bis 31. Dezember 1963; Florenz: 4. Januar 1964 bis 17. Januar 1964; Mailand: 30. Januar 1964 bis 12. Februar 1964; Venedig: 20. April 1964 bis 3. Mai 1964. Die Vorbesichtigung dieser Wanderausstellung fand am 15. Oktober 1963 in der Egon Guenther Gallery in Johannesburg statt.
- Gruppenausstellung – The Amadlozi Group. 15. November 2022 bis 28. Februar 2023. Pretoria Art Museum.